# Sidonia von Borcke
Sidonia von Borcke (en alemán, Sidonie von Bork, Borke o Borken; Strzmiele, 1548 – Stettin, 28 de septiembre de 1620) fue una noble alemana, juzgada y ejecutada por brujería. 

## Biografía
Nació en el ducado de Pomerania de una familia rica y noble: su padre Otto von Borcke zu Stramehl-Regenwalde murió en 1551 mientras la madre Anna von Schwiechelt falleció en 1568. Nunca se casó, y su vida se complicó tras la muerte de su hermana en 1600; en 1604 ingresó en la Fundación Luterana de Doncellas Nobles, una congregación monástica luterana con sede en la ex abadía de Marienfließ (hoy Marianowo) que desde 1569, tras la Reforma protestante, funcionaba como convento para damas nobles solteras.
Antes había estado involucrada en diversas causas legales, inerentes a su manutención, que la enfrentaron a su hermano Ulrico y a Juan Federico de Pomerania (1542-1600), una de las demandas incluso se escuchó en la corte imperial en Viena; el derecho germánico negaba a la mujer disponer ella misma de su herencia paterna. Era discutidora y señalaba agravios, lo que provocaba disputas, chismes y todo tipo de enfrentamientos, lo que la hizo impopular en amplios círculos. Esta tónica continuó en el convento, peleándose con otras monjas y el capitán monástico. En consecuencia, en 1606 la priora la destituyó de su cargo de subpriora. Sidonia apeló al duque Bogislao XIII de Pomerania, el cual envió una comisión presidida por Joachim von Wedel a investigar.
La comisión en cambio no logró aplacar los ánimos y de hecho las disputas aumentaron, tanto que von Wedel pidió en privado al hauptmann local, Johannes von Hechthausen, que pensara en un método para "desembarazarse de esa serpiente venenosa", aludiendo obviamente a Sidonia. Sin embargo, no fue posible llegar a una resolución, debido a la desaparición de los instigadores de la causa legal: Bogislao murió en el mismo 1606, mientras von Hechthausen y von Wedel lo hicieron tres años después, así como la priora Magdalena von Petersdorff.
La nueva priora, Agnes von Kleist, confirmó la decisión de su predecesora respecto a Sidonia y ella inició una causa contra ella en 1611, apelando a la autoridad del nuevo duque Felipe II que, de nuevo, envió una comisión para estudiar el caso: esta vez estaba presidida por Jost von Borcke, un pariente de la demandante, que ya se había visto involucrado en procesos relacionados con Sidonia, de los cuales había salido humillado. Otra vez la delegación no llegó a nada y su presidente dijo que en Marienfließ reinaban el "caos, la desconfianza, los insultos y la violencia ocasional". Felipe II murió en 1618 y su sucesor Francisco I, el cual estimaba a Jost von Borcke, le ordenó permanecer al frente.

## Proceso y ejecución
En julio de 1619, durante la misa, se produjo una acalorada discusión entre Sidonia y la nueva subpriora Dorothea von Stettin y ambas mujeres fueron arrestadas: durante el interrogatorio, Dorothea acusó a la noble de brujería; más precisamente, aseguró que Sidonia había obligado a la factotum (recadera) del convento Wolde Albrechts a contactar con el Diablo para tener noticias sobre su futuro. Wolde Albrechts, que vivía de la quiromancia y la mendicidad tras su despido de la Fundación, era una mujer experimentada: había viajado con zíngaros durante su juventud, mantuvo numerosas relaciones breves y, aunque no casada, tenía un hijo ilegítimo.
Dorothea von Stettin convenció a su compañera de celda Anna von Apenburg de secundar su historia: según la ley de la época, la Constitutio Criminalis Carolina, dos testigos oculares eran suficientes para condenar a ambas imputadas pero von Apenburg se retractó de su declaración cuando se le pidió repetirla bajo juramento. El proceso fue entonces trasladado a Stettin y sus actas, aproximadamente 1.000 páginas, se conservan en el archivo comunal de Greifswald (colocación Rep 40 II Nr.37 Bd.I-III). La muerte repentina de todos los duques de Pomerania fue atribuido a la brujería de Sidonia y tal acusación supersticiosa se fortaleció con la extinción de la casa de los Greifen en 1637.
La premisa del proceso contra Sidonia von Borcken fue el caso judicial de Wolde Albrechts, arrestada el 28 de julio de 1619: el 18 de agosto la imputada debió responder sobre delitos de maleficio y Teufelsbuhlschaft (es decir, de haber mantenido relaciones carnales con el Diablo) y el 2 de septiembre la tortura se admitió como medio legítimo de interrogatorio por parte del juez supremo de Magdeburgo. El 7 de septiembre, Wolde Albrechts confesó sus crímenes bajo tortura y a continuación acusó a Sidonia von Borcke y otras dos mujeres de brujería: después de haber confirmado esta declaración en presencia de Sidonia el 1 de octubre, la mujer plebeya fue quemada en la hoguera el día 9.
Su confesión se utilizó para abrir el proceso contra Sidonia von Borcke, que empezó el 1 de octubre: una vez arrestada, la noble intentó huir por la ventana y luego suicidarse pero falló en ambas ocasiones. El 18 de noviembre de 1619 fue trasladada a la prisión de Stettin y en diciembre fue acusada de 72 delitos, entre ellos los asesinatos de su sobrino Otto von Borcke, del cura David Lüdecke, del duque Felipe II, de la priora Magdalena von Petersdorff, del guardián Matthias Winterfeld y del consejero consistorial Heinrich Schwalenberg; la parálisis de la noble Katharina Hanow; quiromancia y clarividencia; contacto carnal con el Diablo (bajo la forma de animales domésticos como su gato Chim) y prácticas de magia negra como la oración del "salmo de Judas" y tener dos escobas cruzadas bajo la mesa de la cocina.
En enero se escuchó a cincuenta testigos y a la imputada se le asignó un abogado defensor, Elias Pauli. La defensa intentó demostrar que los fallecimientos imputados a Sidonia habían sido muertes naturales, pero el mismo Pauli se desmarcó de las declaraciones de la noble contra Jost von Borcke y otros funcionarios, pues durante el juicio la "presunta bruja" mantuvo una actitud orgullosa y combativa, no renunciando a su carácter polemista y acusatorio, tanto que el 28 de junio el tribunal de Magdeburgo autorizó la utilización de la tortura sobre ella.
El 28 de julio Sidonia fue conducida al lugar de ejecución, herida cuatro veces con tenazas y quemada; en consecuencia confesó, luego se retractó de lo confesado y fue nuevamente torturada el 16 de agosto. El veredicto final llegó el 1 de septiembre de 1620: Sidonia von Borcke fue considerada culpable de todos los delitos y condenada a la decapitación y posterior quema de su cadáver. Se procedió a la sentencia detrás del portal del molino de Stettin y la fecha del 28 septiembre, aunque no es segura, es considerada la más probable.

## Leyenda y ficción

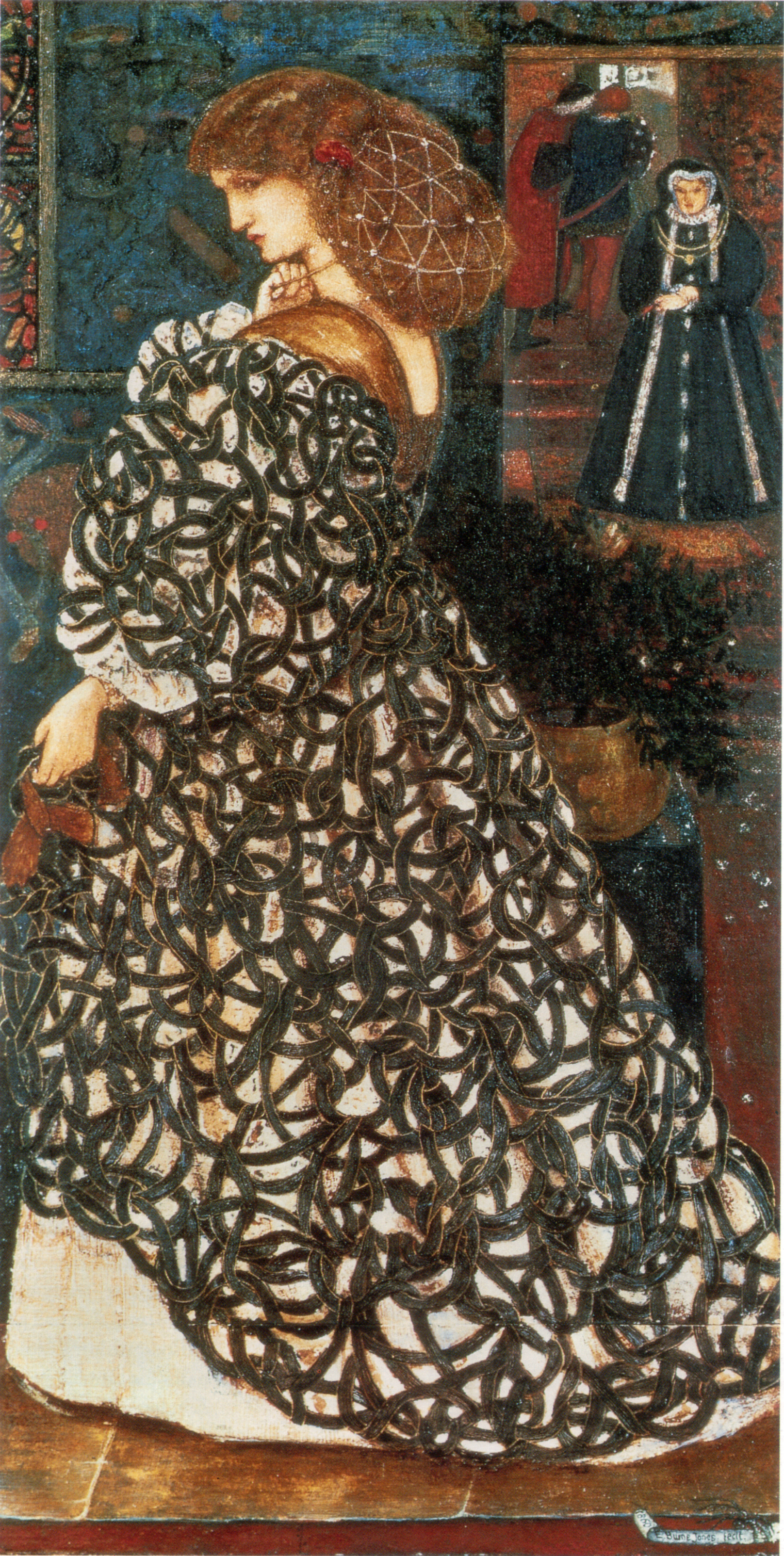
Sidonia von Bork de Edward Burne-Jones, 1860 (museo Tate Britain).

Después de la muerte de Sidonia von Borcke, su destino se volvió legendario y todavía fuertemente asociado a la extinción de la Casa de Pomerania en las crónicas del siglo XVII. Reconvertida en una especie de femme fatal, fue objeto de numerosas obras en la literatura alemana y en la inglesa, especialmente en el siglo XIX. El escritor Christian August Vulpius, cuñado de Goethe, dedicó en 1812 a la noble un capítulo de su Panteón de mujeres nobles ilustres y notables.
La novela gótica Sidonia von Bork fue escrita en 1847/8 por el sacerdote pomeranio Wilhelm Meinhold, y publicada en tres volúmenes en 1848. La traducción inglesa de esta obra fue publicada con el título de Sidonia la Maga por Jane Francesca Elgee (madre de Oscar Wilde) y William Morris. Esta primera adaptación al inglés se convirtió en objeto de culto literario en la época victoriana; ningún libro alemán ha tenido nunca tanto éxito en Gran Bretaña. 
Fue sobre todo entre los prerrafaelitas que su figura idealizada tuvo gran éxito: Edward Burne-Jones pintó un célebre cuadro representando a Sidonia como una mujer fatal al estilo Medusa mientras Dante Gabriel Rossetti leía y citaba "incesantemente" los libros a ella dedicados; Fanny Cornforth, su modelo y amante, posó como personificación de la entonces célebre "maga".
Otros autores que escribieron una novela sobre ella fueron Albert Emil Brachvogel (1824-1878) y Paul Jaromar Wendt (1840-1919), pero alcanzaron un éxito menor, El poeta y novelista Theodor Fontane (1819-1898) tenía previsto escribir la novela Sidonie von Borcke en 1879 pero no llegó a completarla: tan solo se conservan algunos fragmentos, que fueron publicados en 1966.